# Laguna Estancia
A  Laguna Estancia  é um lago localizado na Guatemala. Localiza-se no departamento de El Quiché, Município de Santa Cruz del Quiché.